# João do Canto e Castro
João do Canto e Castro Silva Antunes Júnior (Lisboa, 19 de mayo de 1862-Lisboa, 14 de marzo de 1934) fue oficial de marina y quinto presidente de la República Portuguesa del 16 de diciembre de 1918 al 5 de octubre de 1919.

## Biografía
Estudió en el colegio Luso-Británico y posteriormente fue admitido en la real escuela naval el 10 de diciembre de 1881 e hizo carrera militar. Por su labor en diversas operaciones militares es nombrado gobernador de Mozambique en 1892 a petición del almirante Ferreira do Amaral, aunque debe regresar a Portugal debido a una angina de pecho. Fue también diputado en el último parlamento de la monarquía.
Durante los primeros años de la República dirigió la escuela de Alumnos Marineros en Leixões y el Departamento Militar del Norte. En 1915 pasó a dirigir la escuela Práctica de Artillería Naval. En el gobierno de Sidónio Pais, es nombrado director de Servicios del Estado Mayor Naval y secretario de Estado de Marina.
Tomó posesión como Ministro de la Marina, por petición de Sidónio Pais, el 9 de septiembre de 1918, al que sucedió después del atentado que acabó con su vida.
Durante su mandato hubo dos tentativas de revolución. La primera en Santarém, en diciembre de 1918, que fue liderada por los republicanos Cunha Leal e Álvaro de Castro. La segunda intentona fue en enero de 1919, de cariz monárquico, liderada por Paiva Couceiro, que, por algún tiempo mantuvo la 'Monarquía del Norte' que hizo resaltar su posición 'sui generis'; siendo monárquico; como presidente de la República reprimió violentamente un movimiento de aquellos con los que compartía convicciones.
Tras su salida de la política vuelve a la carrera militar. Es ascendido a almirante por la ley n.º 904 del 25 de octubre de 1919 y pasa a desempeñar las funciones de canciller de la Orden de Torre y Espada y de presidente del Consejo Superior de Disciplina de la Armada. Se jubiló mediante el decreto del 30 de septiembre de 1932.